# МОДОК (мультсериал)
«М.О.Д.О.К.» (Marvel’s M. O. D. O. K., или просто M. O. D. O. K.) — американский кукольный анимационный сериал, созданный Джорданом Блумом и Пэттоном Освальдом для стримингового сервиса Hulu, основанный на одноимённом персонаже комиксов Marvel.
М.О.Д.О.К. был официально анонсирован сервисом Hulu в феврале 2019 года в рамках группы сериалов, основанных на персонажах Marvel, которые должны были привести к выпуску кроссовера под названием «Преступники» (англ. The Offenders). Анимацией занималась студия Stoopid Buddy Stoodios.
Премьера 10 серий «МОДОКа» состоялась 21 мая 2021 года на Hulu. Сериал получил в основном положительные отзывы от критиков за анимацию, сценарий, отсылки на других персонажей Marvel и озвучку, в особенности Освальта. В мае 2022 года сериал был закрыт после одного сезона.

## Сюжет
После долгих лет попыток захватить власть на Земле, М.О.Д.О.К. вынужден продать свою компанию А.И.М. из-за финансовых проблем, у него разваливается семья, он сталкивается с кризисом среднего возраста.

## Актёрский состав и персонажи

### Основной
| Актёр озвучания      | Персонаж                    |
| -------------------- | --------------------------- |
| Пэттон Освальт       | Джордж Тарлтон / М.О.Д.О.К. |
| Айми Гарсия          | Джоди Рамирес-Тарлтон       |
| Бен Шварц            | Луи «Лу» Тарлтон            |
| Мелисса Фумеро       | Мелисса Тарлтон             |
| Венди Маклендон-Кови | Моника Раппаччини           |
| Бек Беннетт          | Остин Ван Дер Слит          |
| Джон Дейли           | Суперадаптоид               |
| Сэм Ричардсон        | Гарфилд «Гэри» Гарольдсон   |

### Эпизодический
| Актёр озвучания       | Персонаж                      |
| --------------------- | ----------------------------- |
| Джон Хэмм             | Тони Старк / Железный человек |
| Нейтан Филлион        | Саймон Уильямс / Чудо-человек |
| Вупи Голдберг         | Взрывные кексы                |
| Билл Хейдер           | Лидер                         |
| Билл Хейдер           | Ангар Крикун                  |
| Билл Хейдер           | Орб                           |
| Кевин Майкл Ричардсон | Синистер                      |
| Кевин Майкл Ричардсон | Мандрила                      |
| Кевин Майкл Ричардсон | Вихрь                         |
| Мередит Селенджер     | Мадам Маска                   |
| Зара Мизрахи          | Кармилла Раппаччини           |
| Дастин Ибарра         | Броненосец                    |
| Крис Парнелл          | Тенпин                        |
| Эдди Пепитон          | Бруно Хорган / Мелтер         |
| Джонатан Кайт         | Оборванец                     |
| Алан Тьюдик           | Аркада                        |

## Производство
В феврале 2019 года Marvel Television объявила о планах разработать мультсериал для взрослой аудитории на основе персонажа М.О.Д.О.К., который должен быть показан на стриминговом сервисе Hulu. Также планировалось выпустить сериалы, основанные на персонажах Хит-Манки, Тигре и Ослепительной и Утке Говарде, которые должны были привести к созданию кроссовера под названием «Преступники». В декабре Marvel Television была объединена в Marvel Studios, которая осуществляла последующий надзор за сериалом. В январе 2020 года Marvel Studios приняли решение не выпускать сериалы о Утке Говарде, Тигре и Ослепительной. Работа над сериалами о М.О.Д.О.К. и Хит-Манки продолжилась, как и планировалось. В мае 2022 года сериал был закрыт после одного сезона.
Анимацию для сериала делала студия Stoopid Buddy.
Музыку для сериала написал Даниэль Рохас.

## Релиз
Премьера М.О.Д.О.К. состоялась на Hulu 21 мая 2021 года, выпустив все десять эпизодов одновременно. В тот же день вышел первый эпизод на стриминговом сервисе Disney+, последующие эпизоды на котором выходили раз в неделю.